# Sierik Konakbajew
Sierik Kierimbiekowicz Konakbajew (oryg. Серик Керимбекович Конакбаев; ur. 25 października 1959 w Pawłodarze) – kazachski bokser walczący w barwach ZSRR, wicemistrz olimpijski z 1980 i dwukrotny mistrz Europy, kazachski parlamentarzysta.
Zwyciężył w wadze lekkopółśredniej (do 63,5 kg) na mistrzostwach Europy w 1979 w Kolonii, gdzie w eliminacjach pokonał Kazimierza Szczerbę, w półfinale Karla-Heinza Krügera z NRD], a w finale zwyciężył Patrizio Olivę z Włoch.
Zdobył srebrny medal w tej samej kategorii wagowej na igrzyskach olimpijskich w 1980 w Moskwie. Wygrał cztery walki (w tym eliminacyjną z Simionem Cuțovem z Rumunii i półfinałową z José Aguilarem z Kuby), a w finale pokonał go Patrizio Oliva. Na mistrzostwach Europy w 1981 w Tampere Konakbajew ponownie zdobył złoty medal, tym razem w wadze półśredniej (do 67 kg). Wygrał cztery pojedynki, w tym finałowy z Karlem-Heinzem Krügerem.
Zdobył srebrny medal w wadze półśredniej na mistrzostwach świata w 1982 w Monachium. Pokonał m.in. José Luisa Hernándeza z Kuby w eliminacjach. W pojedynku finałowym zwyciężył go Amerykanin Mark Breland. Z powodu bojkotu radzieckiego nie wziął udziału we igrzyskach olimpijskich w 1984 w Los Angeles. Na turnieju Przyjaźń-84 zorganizowanym w Hawanie dla pięściarzy z państw bojkotujących igrzyska zdobył brązowy medal, po porażce w półfinale z José Luisem Hernándezem. Zakończył karierę bokserską w 1984.
Sierik Konakbajew był mistrzem ZSRR w wadze lekkopółśredniej w 1980 oraz w wadze półśredniej w 1984, a także brązowym medalistą w wadze lekkopółśredniej w 1979.
Później był trenerem bokserskim i działaczem bokserskim. W latach 1992–2007 był prezesem Kazachskiej Federacji Bokserskiej, a od 2007 jej honorowym prezesem.
W latach 1999–2011 był deputowanym do Mażylisu Parlamentu Republiki Kazachstanu.
W 1981 otrzymał tytuł Zasłużonego Mistrza Sportu ZSRR.